# Oranjerivierkolonie
De Oranjerivierkolonie was een Britse kolonie die werd opgericht in 1902, na de Tweede Boerenoorlog. Het gebied kwam overeen met de overwonnen Oranje Vrijstaat.
Veldmaarschalk Frederick Sleigh Roberts hees de Union Jack over Bloemfontein op 28 mei 1900, en het gebied werd officieel geannexeerd op 6 oktober. Alfred Milner werd de eerste gouverneur op 4 januari 1901. Desondanks gaf de regering van de Oranje Vrijstaat zich niet zomaar over en vocht samen met de Zuid-Afrikaansche Republiek door tot de Vrede van Vereeniging in 1902. 
Hiermee was de annexatie van Oranje Vrijstaat officieel. Bondgenoot Transvaal onderging hetzelfde lot en werd omgedoopt tot de Transvaalkolonie.
Tegen 1904 drong de publieke opinie aan op zelfbestuur. De kolonie werd zelfregerend in 1907. In 1910 werd het gebied bij de nieuwe Unie van Zuid-Afrika gevoegd als de Oranje Vrijstaatprovincie. Het gebied wordt vandaag de provincie Vrijstaat genoemd.